# Глубокий (Амурская область)
Глубо́кий — станция (населённый пункт) в Сковородинском районе Амурской области, Россия. Входит в городское поселение Рабочий посёлок (пгт) Уруша.

## География
Станция Глубокий расположена в западном от районного центра Сковородинского района города Сковородино и восточном направлении от административного центра городского поселения посёлка Уруша.
Расстояние до Сковородино — 53 км, до пос. Уруша — 14 км.
Автодорога Чита — Хабаровск проходит в 1,5 км южнее станции.

## История
Станция основана в 1912 году при строительстве Западно-Амурского участка Транссибирской ж.д.магистрали как разъезд № 38, при строительстве вторых путей преобразован в станцию Глубокий.

## Топонимика
Название станции дано по ручью Глубокому, на берегу которого она стоит. Термин глубокий — характеристика глубокого русла, там где трудно перейти вброд водоток, глубь, глубота — пропасть, бездна; незначительная глубина; глубина — глубокое место в ручье, речке, там где плёс; приглубой — что-либо глубокое.

## Население
| 2002 | 2010 | 2012 | 2013 | 2014 | 2015 | 2016 |
| ---- | ---- | ---- | ---- | ---- | ---- | ---- |
| 13   | ↘7   | ↘5   | →5   | ↘4   | ↘3   | ↘2   |
| 2017 | 2018 | 2021 |      |      |      |      |
| ↗3   | →3   | ↘0   |      |      |      |      |

## Инфраструктура
- Железнодорожная станция Глубокий на Транссибе (Забайкальская железная дорога).